# Erdal Rakip
Erdal Rakip (mazedonisch Ердал Ракип; * 13. Februar 1996 in Malmö) ist ein schwedisch-nordmazedonischer Fußballspieler. Der Mittelfeldspieler debütierte 2013 im schwedischen Profifußball, wo er mit Malmö FF mehrfach den Meistertitel gewann. Er ist ehemaliger Juniorennationalspieler Schwedens und absolvierte zwei Länderspiele für die nordmazedonische Nationalmannschaft.

## Werdegang
Rakip, dessen Wurzeln in Albanien, Mazedonien und der Türkei liegen, entstammt der Jugend von Malmö FF. Während er dort die einzelnen Jugendmannschaften durchlief, machte er die Verantwortlichen des Svenska Fotbollförbundet auf sich aufmerksam. Im Mai 2013 nahm er mit der schwedischen U-17-Auswahlmannschaft an der U-17-Europameisterschaft 2013 teil, bei der die Mannschaft das Halbfinale erreichte und sich somit für die U-17-Weltmeisterschaft 2013 qualifizierte. Wenige Tage nach Abschluss des Turniers debütierte er beim 3:1-Auswärtserfolg beim Stockholmer Klub IF Brommapojkarna in der Allsvenskan. Wenngleich er im weiteren Jahresverlauf wieder vornehmlich im Nachwuchsbereich auflief, verlief der Herbst dennoch erfolgreich. Bei der Nachwuchsweltmeisterschaft erreichte er an der Seite von Gustav Engvall, Carlos Strandberg und Elias Andersson abermals das letztlich gegen den späteren Weltmeister Nigeria verlorene Halbfinale und nach einem deutlichen 4:1-Erfolg über Argentinien den dritten Platz.
Unter Trainer Åge Hareide stieß Rakip vor Beginn der Spielzeit 2014 dauerhaft zum Profikader von Malmö FF und kam in der Folge häufiger in der Meisterschaft zum Einsatz. Daraufhin unterzeichnete er im Sommer 2014 einen bis Ende 2017 gültigen Profivertrag beim Klub. Letztlich trug er in 15 Meisterschaftsspielen zum Gewinn des Meistertitels am Ende der Spielzeit 2014 bei. Im Laufe der folgenden Spielzeit erarbeitete er sich einen Stammplatz und kam somit auch im Laufe der Gruppenphase der UEFA Champions League 2015/16 zum Einsatz, für die sich die Mannschaft nach Erfolgen über unter anderem den FC Red Bull Salzburg und Celtic Glasgow qualifiziert hatte. Dort scheiterte die Mannschaft jedoch als Gruppenletzter punktgleich mit Schachtar Donezk trotz eines 1:0-Heimerfolgs aufgrund der nach der 0:4-Rückspielniederlage schlechteren Bilanz im direkten Duell. In der Spielzeit 2016 war er mit 27 Saisonspielen am erneuten Gewinn der Meisterschaft beteiligt, in der folgenden Saison trat er zudem als regelmäßiger Torschütze in Erscheinung. Mit acht Saisontoren war er hinter Jo Inge Berget zweitbester vereinsinterner Torschütze und trug somit zur Titelverteidigung bei.
Nach Auslaufen seines Vertrages Ende 2017 sicherte sich Benfica Lissabon die Dienste des Mittelfeldspielers und verlieh ihn gleich nach seiner Verpflichtung bis zum Ende der Saison nach London zu Crystal Palace in die Premier League. Doch auch hier bestritt er in dieser Zeit kein Spiel für die erste Mannschaft.
Nach seiner Rückkehr spielte er die erste Hälfte der Saison 2018/19 in der Reservemannschaft Benficas und wurde dann in der Winterpause an seinen ehemaligen Klub Malmö FF abgegeben. In seinem Vertrag wurde festgehalten das Benfica bei einem erneuten Verkauf des Spielers 50 % der Ablösesumme kassiert.

## Erfolge
Malmö FF
- Schwedischer Meister: 2013, 2014, 2016, 2017, 2020, 2021
- Schwedischer Pokalsieger: 2022